# Arteria thyroidea superior

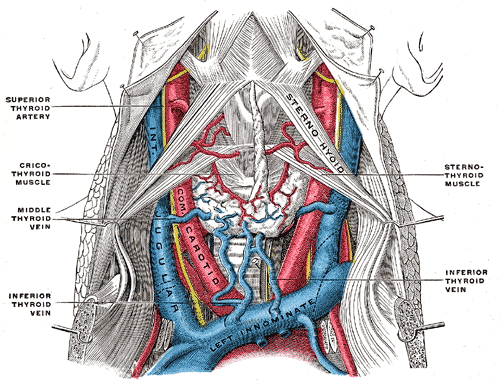
Lage der A. thyr(e)oidea superior (Superior Thyroid Artery) im Bereich der Schilddrüse

Die Arteria thyroidea superior oder Arteria thyreoidea superior („obere Schilddrüsenarterie“) – bei Tieren als Arteria thyreoidea cranialis bezeichnet – ist eine Schlagader des Halses. Sie entspringt der äußeren Halsschlagader (Arteria carotis externa) und gehört zur vorderen Gruppe der Äste dieser Arterie. In Ausnahmefällen kann sie auch aus der Arteria carotis interna abgehen und bildet dann deren einzigen Ast vor der Arteria ophthalmica.
Die Arteria thyroidea superior versorgt als Endast den oberen Anteil der Schilddrüse mit arteriellem Blut und bildet dabei Anastomosen mit Endästen der Arteria thyroidea inferior aus dem Truncus thyrocervicalis der Arteria subclavia. Die Arteria thyroidea superior gibt in ihrem Verlauf folgende Äste ab:
- Arteria laryngea superior („obere Kehlkopfarterie“): Sie versorgt den oberen Teil des Kehlkopfes bis zur Stimmritze mit arteriellem Blut.
- Ramus infrahyoideus: entlang des Os hyoideum; anastomosiert außerdem mit dem Ramus der Gegenseite[5]
- Ramus cricothyroideus: zum Musculus cricothyroideus
- Ramus sternocleidomastoideus: zum Musculus sternocleidomastoideus
- Rami glandulares anteriores et laterales : zur Glandula thyroidea